# دايدريم بيليفر
دايدريم بيليفر (بالإنجليزية: Daydream Believer)‏ أو تترجم مؤمن بأحلام اليقظة هي أغنية من تأليف جون ستيوارت. تم تسجيلها في الأصل من قبل المونكيز، مع المغني الرئيسي دايفي جونز. وصلت الأغنية رقم واحد على لائحة بيلبورد هوت 100 في الولايات المتحدة في ديسمبر 1967 ، وبقيت لمدة أربعة أسابيع، ووصلت إلى ذروتها في المرتبة الخامسة في تصنيف المملكة المتحدة للأغاني المنفردة. كان هذا هو آخر رقم 1 للمونكيز في الولايات المتحدة.
في عام 1979 ، تم تسجيل «دايدريم بيليفر» من قبل المغنية الكندية آن موراي، التي وصلت نسختها رقم 3 على الرسم البياني الفردي للولايات المتحدة ورقم 12 على بيلبورد هوت 100. تم تسجيل الأغنية من قبل مغنين آخرين، بما في ذلك إصدار 1971 بواسطة جون ستيوارت نفسه.

## نسخة المونكيز الأصلية

### الأعضاء الأساسيون
المونكيز
- دايفي جونز - مغني رئيسي وصوت خلفي
- ميكي دولنز — صوت متناغم
- مايكل نسميث — جيتار كهربائي
- بيتر تورك — بيانو

موسيقيون إضافيون
- تشيب دوغلاس — باس، كيبورد, إيقاع، منتج
- بيل مارتن— أجراس
- إيدي هوه — طبول
- ناثان كابروف، جورج كاست، أليكس موراي (عازف كمان), إيرنو نويفلد — كمان
- بيت كاندولي  [لغات أخرى]‏ ،آل بورسينو  [لغات أخرى]‏ ، مانويل ستيفنز  — بوق
- مانويل ستيفنز — بوق بيكولو
- ريتشارد نويل — دف
- ريتشارد ليث ، فيليب تيل  — باس ترومبون
- شورتي روجرز  [لغات أخرى]‏ — توزيع موسيقي